# París-Roubaix 1957
La París-Roubaix 1957 fou la 55ªa edició de la París-Roubaix. La cursa es disputà el 7 d'abril de 1957 i fou guanyada pel belga Alfred de Bruyne, que s'imposà en solitari a la meta de Roubaix. Els també belgues Rik van Steenbergen i Leon van Daele foren segon i tercer respectivament.
101 ciclistes acabaren la cursa.

## Classificació final
|    | Ciclista            | Equip               | Temps      |
| -- | ------------------- | ------------------- | ---------- |
| 1  | Alfred de Bruyne    | Carpano-Coppi       | 7h 15' 19" |
| 2  | Rik van Steenbergen | Elve-Peugeot-Marvan | + 1' 11"   |
| 3  | Leon van Daele      | Faema               | m. t.      |
| 4  | André Darrigade     | Helyett-Potin       | m. t.      |
| 5  | Maurice Mollin      | OK-Cycle Vinke      | m. t.      |
| 6  | Raymond Impanis     | Peugeot-BP          | m. t.      |
| 7  | Serge Blusson       | Essor               | m. t.      |
| 8  | Norbert Kerckhove   | Faema               | m. t.      |
| 9  | Joseph Groussard    | Essor               | m. t.      |
| 10 | Jacques Dupont      | Saint-Raphael       | m. t.      |